# Odontosyllis detecta
Odontosyllis detecta är en ringmaskart som beskrevs av Augener 1913. Odontosyllis detecta ingår i släktet Odontosyllis och familjen Syllidae. Inga underarter finns listade i Catalogue of Life.